# 布赫巴赫
布赫巴赫（德語：Buchbach，發音：[ˈbuːxbax]）是德国巴伐利亚州上巴伐利亚行政区因河畔米尔多夫县的市镇，面积28.79平方千米，2023年12月31日人口为3,372人。